# Ай ди ем
Ай ди ем е стил на електронна музика, възникнал в началото на 90-те години на XX век, считан по-подходящ за домашно слушане, отколкото за танцуване. Възникнал от електронни и рейв музикални стилове като техно, асид хаус, ембиънт и брейкбийт, IDM е склонен да разчита на индивидуалистични експерименти, а не да се придържа към характеристики, свързани с конкретни жанрове. Aртисти, свързани с жанра, включват Афекс Туин, Скуеърпушър и Бордс ъф Канада.
Терминът intellgent dance music (интелигентна танцова музика) е широко критикуван и отхвърлен от повечето изпълнители, свързани с жанра, в това число Афекс Туин. Терминът е вероятно вдъхновен от 1992 компилация на Уорп Рекърдс „Artificial Intelligence“.